# Украина в планах Наполеона
Украина в планах Наполеона — совокупность гипотез о геополитических планах французского императора Наполеона Бонапарта на территории современной Украины во время войны против России в 1812. Включала такие предполагаемые государственных образования как «Полтавское герцогство», «Черниговское герцогство», «Наполеонида».
«Наполеонида» — предполагаемое казацко-татарское государство предложенное польским офицером Михалом Сокольницким во время Отечественной войны (1812 г.).

## История

### Украина в планах Наполеона
Известный украинский историк и правовед, академик Всеукраинской Академии наук (ВУАН), сторонник концепции государственности М. Е. Слабченко (1882—1952) в своих работах связанных с Наполеоном Бонапартом не ссылаясь ни на какие источники, утверждал, что Наполеон в 1812 г. проявлял недвусмысленный интерес к Украине, интересовался её прошлым, особенно казачьим сословием, для чего приказал Ш.-Л. Лезюру (1770—1849) написать «Историю казаков», и в своей дорожной библиотеке имел произведения И. П. Котляревского.
Украинский историк-марксист Матвей Яворский также утверждал, что Наполеон интересовался украинской оппозицией российскому самодержавию. Так, он утверждал, что французский генеральный штаб в конце 1806 г. начал разрабатывать план похода на Украину. Но большинство из их утверждений так и не было подтверждено.
В основном Яворский и Слабченко брали основу для подобных утверждений у некоего «С. Подолянина», опубликовавшего в 1912 г. во всеукраинской газете «Рада» статью «Наполеон и Украина». Также удалось установить, что данная статья принадлежит известному украинскому общественно-политическому деятелю, публицисту В. Я. Степанковскому, ярому стороннику украинской независимости. Степанковский в своих работах заявлял, что во время пребывания в Москве в 1812 г. у Наполеона проявился интерес к Украине, и для этого император французов дал поручение Лезюру написать её историю. Следствием чего и стала книга под названим «История казаков». Однако, как свидетельствуют документальные источники, со стороны Наполеона подобного интереса никогда не было.
Историк Илько Борщак значительно развил идею Степкановского. Изучая проблему «Наполеон и Украина» во время эмиграции во Франции, Борщак в архиве Министерства иностранных дел (г. Париж) нашёл неизвестные исследователям документы о заинтересованности дипломатов и военных деятелей наполеоновской Франции юго-западными окраинами России. Своими архивными открытиями он сумел заинтересовать одного из корифеев мирового наполеоноведения, специализирующего в области внешней политики императора французов, профессора Эдуара Дрио (1864—1947). Последний не только помог Борщаку сделать первую публикацию по исследуемой проблеме в редактируемом им «Журнале наполеоновских исследований», но и написал к ней короткое вступление.
Ссылаясь на воспоминания телохранителя императора французов, АлиСен-Дени, Борщак писал, что в библиотеке в Москве (1812 г.) у Наполеона имелось произведение Вольтера «История Карла ХІІ». В частности, он утверждал, что французский властитель прочел именно те части книги, в которых говорилось, что Украина всегда стремилась к свободе. На основании чего сделал вывод, что именно тогда французский полководец принял решение отступать на запад через Украину.
В 1937 г. во Львове была опубликована монография Борщака «Наполеон и Украина».

### Наполеонида
Борщаком был обнаружен меморандум, в котором императору французов предлагалось создать «независимое» государство «Наполеонида» из Полтавского и Черниговского княжеств. Казаки, вместе с татарами, должны были войти в его состав. Оно должно было состоять из днепровской части Екатеринославщины, Таврии, всей долины Донца до слияния этой реки с Доном, который, вместе с Азовским и Чёрным морем, станет границей этого государства на юге.
В силу того, что Наполеон придавал Украине значение «как очага антироссийского национального движения» планировал привлечь на свою сторону «страну свободолюбивых казаков» и разгромить Российскую империю, а также отторгнуть Украину и создать на её территории ряд государственных образований под протекторатом Франции.
Полученные представления о «казацкой нации» вызывали возросший интерес Наполеона к украинской проблематике, а «История Карла XII» Вольтера со словами о том, что украинская нация всегда стремилась и стремится к свободе, дала ему повод серьёзно рассчитывать на то, что в его войне против России Украина может стать его союзником.
Украинский исследователь Илько Борщак в своем небесспорном исследовании стремился весьма детально показать видение наполеоновского окружения этих перспектив. Территория новообразованного государства рассматривалась, главным образом, в пределах территории Левобережной Украины и Крыма. Во главе Наполеониды (государства, названного в честь Наполеона) должен был стоять, в соответствии со старыми украинскими традициями, гетман. Однако, им должен был стать не украинец, а кто-то из ближайшего окружения Наполеона. Сама Наполеонида должна была стать децентрализованной страной и, кроме того, за пределами государства должна была остаться Правобережная Украина. Более того, её, как следует из разных источников, предполагалось передать Польше.
По мнению украинского исследователя И.Борщака, автором этого проекта был, скорее всего, императорский советник Александр Готарив, без консультации с которым глава французской империи не решал ни один сколь-нибудь важный международный вопрос.
Другие исследователи отдают предпочтение авторства «Наполеониды» польскому офицеру Михалу Сокольницкому, который был на службе у Наполеона. Ведь он у своих многочисленных обращениях к французскому императору связывал создание Наполеониды с одновременным восстановлением Польского государства в пределах границ до Западной Двины и Днепра. Благодаря архивным изысканиям руководителя частного Центра наполеоновских исследований Ф. Бокура (1921—2005), а также Ададурова удалось установить имя настоящего автора данного меморандума. Оба исследователя в разное время работали в Архиве Сухопутных войск Франции (г. Париж), где нашли оригинал этого документа, что и стало, на наш взгляд, важным событием в современном наполеоноведении. Автором меморандума был не д’Отрив, которому по политическим мотивам Борщак приписал авторство, а один из известных деятелей польского патриотического движения начала XIX в., успевший послужить как в польской, так и во французской армиях, дивизионный генерал М. Сокольницкий.
Для того чтобы «надежно защитить Польшу от России», Сокольницкий предложил создать на её восточных границах ряд герцогств, «находящихся под непосредственной протекцией Польши» — Ливонское, Полоцкое, Смоленское, Мстиславское, Черниговское (или Новгород-Северское), а также Полтавское. Затем, согласно планам генерала, шли бы «различные казачьи орды — главным образом те, что известны под названием запорожских». Объединённые с крымскими татарами, они могли бы сформировать единое государство — «Наполеониду».